# Avraham Kac-Oz
Avraham Kac-Oz (hebrejsky: אברהם כ"ץ-עוז, narozen 7. prosince 1934) je bývalý izraelský politik, který byl téměř 20 let poslancem izraelského parlamentu (Knesetu), a který v letech 1988 až 1990 zastával post izraelského ministra zemědělství.

## Biografie
Narodil se v Tel Avivu ještě za dob britské mandátní Palestiny a studoval na zemědělské fakultě v Rechovotu a genetické fakultě v Jeruzalémě. Později pracoval jako zemědělský koordinátor a tajemník kibucu Nachal Oz a v letech 1969 až 1973 jako tajemník kibucového hnutí Ichud ha-kvucot ve-ha-kibucim.
V roce 1976 se stal předsedou organizačního výboru Strany práce (tehdy součástí aliance Ma'arach) a v této funkci působil po dva roky. O zvolení do Knesetu se ucházel již ve volbách v roce 1977, ale nebyl na dostatečně vysokém místě v kandidátní listině, aby získal poslanecký mandát. Poslancem se však stal již 18. dubna následujícího roku, a to jako náhrada za Jicchaka Navona, který byl zvolen prezidentem.
Poslanecký mandát obhájil ve volbách v letech 1981 a 1984, a v roce 1984 byl jmenován náměstkem ministra zemědělství ve vládě národní jednoty. Po volbách v roce 1988 se stal ministrem zemědělství, a to až do března 1990, kdy strana Ma'arach opustila koaliční vládu. Svůj poslanecký mandát neobhájil ve volbách v roce 1992, nicméně poslancem se znovu stal v červenci 1995, kdy nahradil zesnulého Mordechaje Gura. V květnu následujícího roku však rezignoval a nahradil jej Pini Šomer.